# Земля Іштар

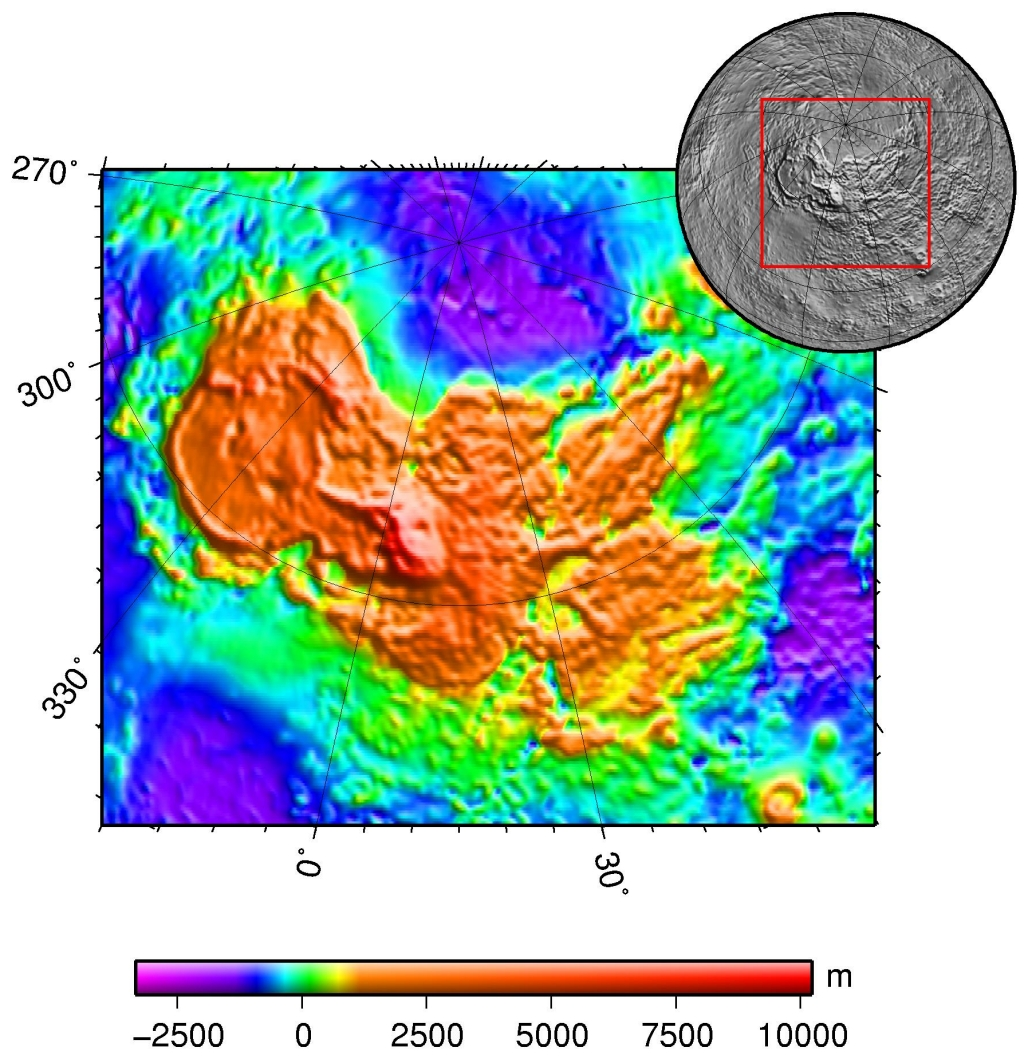
Карта висот Землі Іштар (червоне — височини, синє — низовини)

Земля Іштар (лат. Ishtar Terra) — один із основних гірських регіонів («континентів») Венери. Перший серед них за висотою, але другий за площею (поступається Землі Афродіти). Названий на честь аккадської богині Іштар. Міжнародний астрономічний союз затвердив цю назву 1979 року.

## Загальний опис
Земля Іштар лежить у північній півкулі планети. Координати її центру — біля 65° пн. ш. 10° зх. д. / 65° пн. ш. 10° зх. д.. Вона тягнеться приблизно на 2500 км із півночі на південь та на 8000 км із заходу на схід, а її площа складає 8,5 млн км2 (дещо більше за площу Австралії і дещо менше за площу США).
На півночі Земля Іштар межує з рівниною Снігуроньки, на заході — з рівниною Лібуше, на південному заході — з рівниною Седни, на півдні — з рівниною Берегині, на південному сході — з рівниною Леди, на сході — з рівниною Аудри.

## Деталі поверхні
Основні частини Землі Іштар дуже різні. Це гори Максвелла в центрі, плато Лакшмі на заході та тесера Фортуни на сході.
Гори Максвелла є найвищою гірською системою Венери: вони височіють над середнім рівнем поверхні планети на 10–11 км. На захід від них починається високогірне плато Лакшмі, вздовж країв якого тягнуться й менші гірські хребти — гори Фрейї на півночі, гори Акни на північному заході та гори Дану на південному сході. На південному заході плато обривається уступом Вести. Зі східного боку гори Максвелла переходять у тесеру Фортуни — місцевість зі своєрідним складно перетятим рельєфом.
У формуванні рельєфу Землі Іштар брали участь і тектонічні, і вулканічні процеси; є там і сліди астероїдних ударів. Її гірські хребти мають тектонічне походження, а поверхня плато Лакшмі — вулканічне. На цьому вкритому лавою плато стоять два великі, хоча й низькі вулкани — патера Сакаджавеї та патера Колетт. У горах Максвелла лежить 100-кілометровий імпактний кратер Клеопатра, з якого колись витекло чимало розплавлених порід.